# Солонка
Соло́нка — село в Україні, у Львівському районі Львівської області. Село лежить на віддалі 12 км на південь від Львова, вважається передмістям, що в останні роки динамічно забудовується. Населення — 7308 осіб.
На території села бере початок річка Ковир, ліва притока Щирця.

## Історія та географія

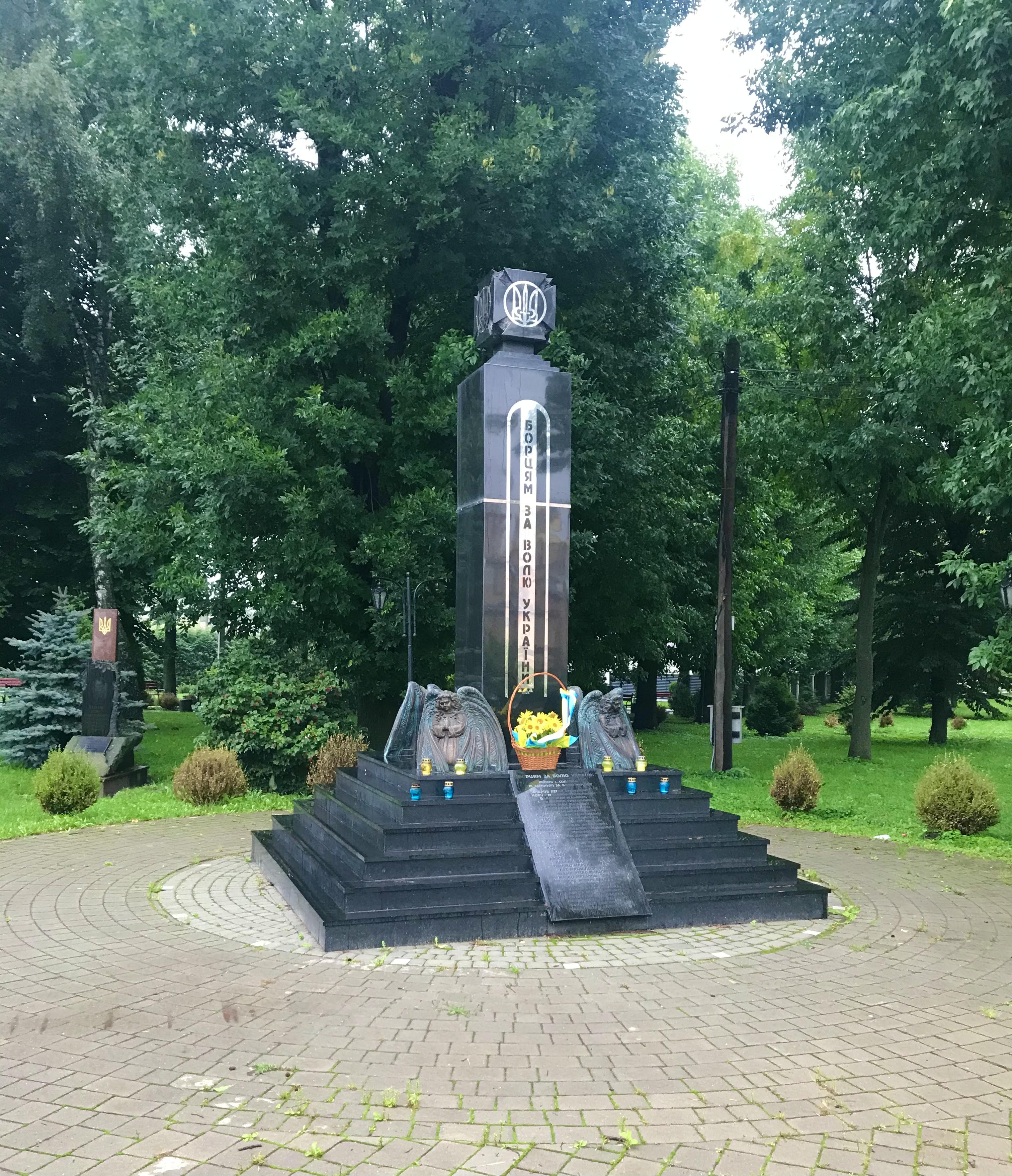
Пам'ятник Борцям за волю України

Найімовірнішою версією назви «Солонка» є походження від слова «сіль», тому що там ставали на відпочинок і торгували чумаки, що везли сіль з України до Європи.
Перша згадка про село датується 1433 роком, але цей рік не можна вважати роком заснування села, оскільки поселення в межах сучасної Солонки існувало давно.
У 1750-1752 роках, коли село входило до складу Львівського староства Речі Посполитої, громада села мала судовий процес з щирецьким старостою, майбутнім львівським каштеляном, Юзефом Потоцьким через безпідставне прилучення ним громадських угідь (поля, лук) до власного фільварку.
У місцевому парку є пам'ятник Борцям за волю України.

## Населення та електоральні симпатії
Перепис 1989 року зафіксував у селі 3 204 мешканців. За даними всеукраїнського перепису населення 2001 року, в селі мешкало 3 391 осіб.

### Мова
Розподіл населення за рідною мовою за даними перепису 2001 року:
| Мова            | Кількість | Відсоток |
| --------------- | --------- | -------- |
| українська      | 3369      | 99.35%   |
| російська       | 17        | 0.50%    |
| білоруська      | 2         | 0.06%    |
| польська        | 2         | 0.06%    |
| інші/не вказали | 1         | 0.03%    |
| Усього          | 3391      | 100%     |

На місцевих виборах головою Солонківської ОТГ був обраний Дубневич Богдан Васильович.
| #                                         | Вибори                                 | Відсоток |
| ----------------------------------------- | -------------------------------------- | -------- |
|                                           |                                        |          |
| Місцеві вибори 2020, партійний склад ради |                                        |          |
| 1                                         | Європейська Солідарність               | 42.3     |
| 2                                         | Всеукраїнське об'єднання «Батьківщина» | 19.2     |
| 3                                         | Голос                                  | 15.5     |
| Парламентські вибори 2019                 |                                        |          |
| 1                                         | Голос                                  | 31.4     |
| 2                                         | Європейська Солідарність               | 27.8     |
| 3                                         | Слуга народу                           | 15.2     |
| Президентські вибори 2019, другий тур     |                                        |          |
| 1                                         | Порошенко Петро Олексійович            | 75.4     |
| 2                                         | Зеленський Володимир Олександрович     | 22.2     |
| Президентські вибори 2014, перший тур     |                                        |          |
| 1                                         | Порошенко Петро Олексійович            | 74.6     |
| 2                                         | Гриценко Анатолій Степанович           | 8.1      |
| 3                                         | Тимошенко Юлія Володимирівна           | 6.2      |
| Президентські вибори 2010, другий тур     |                                        |          |
| 1                                         | Тимошенко Юлія Володимирівна           | 77.4     |
| 2                                         | Янукович Віктор Федорович              | 15.6     |
| явка                                      | явка                                   | 67.0     |
| Президентські вибори 2004, другий тур     |                                        |          |
| 1                                         | Ющенко Віктор Андрійович               | 91.1     |
| 2                                         | Янукович Віктор Федорович              | 6.3      |
| явка                                      | явка                                   | 81.0     |

## Економіка
У 2017 році було сформовано Солонківську сільську об'єднану територіальну громаду. 12 червня 2020 року розширена шляхом долучення Вовківської та Жирівської сільських рад.
| Солонківська ОТГ           | Солонківська ОТГ | Солонківська ОТГ | Солонківська ОТГ | Солонківська ОТГ | Солонківська ОТГ |             |
| -------------------------- | ---------------- | ---------------- | ---------------- | ---------------- | ---------------- | ----------- |
| Солонківська сільська рада | село Солонка     | село Малечковичі | село Нагоряни    |                  |                  |             |
| Зубрянська сільська рада   | село Зубра       |                  |                  |                  |                  |             |
| Поршнянська сільська рада  | село Поршна      | село Липники     | село Підсадки    |                  |                  |             |
| Раковецька сільська рада   | село Раковець    | село Деревач     | село Новосілка   | село Підтемне    | село Хоросно     |             |
| Жирівська сільська рада    | село Жирівка     | село Ков’ярі     | село Милятичі    |                  |                  |             |
| Вовківська сільська рада   | село Вовків      | село Грабник     | село Загір’я     | село Кугаїв      | село Селисько    | село Товщів |

У 2020 році бюджет Солонківської ОТГ склав 162.366 млн грн
У Солонці діє секція спортивного клубу кіокушинкай карате «Канку» при Солонківському народному домі.

## Відомі уродженці та мешканці
- Ковальчук Степан Іванович — український ботанік, кандидат сільськогосподарських наук (1962), заслужений природоохоронець України (2009).
- Кендзьор Ярослав Михайлович — народний депутат України, політичний діяч
- Луцайко Федор Михайлович — український генетик
- Мудрий Степан Іванович — український фізик, доктор фізико-математичних наук, професор
- Касіянчук Андрій Миколайович — український художник
- Лопачук Олександр Володимирович  (1965—2019) — молодший сержант Збройних сил України, учасник російсько-української війни[6]
- Сікиринський Юрій Олексійович (1971—2023) — український правник, старший сержант Збройних сил України, учасник російсько-української війни. Герой України (2024, посмертно).
- Сотник Роман Миколайович (1978—2024) — лейтенант збройних сил України, учасник російсько-української війни.

## Міста-побратими
Бубуєч, Молдова